# Holding On to You
"Holding On to You" to pierwszy singiel amerykańskiego duetu muzycznego Twenty One Pilots z albumu Vessel (2013), wydany 11 września 2012 roku przez Fueled by Ramen. Piosenka została napisana przez Tylera Josepha, Maurice'a Gleatona, Charlesa Hammonda, Roberta Hilla, Deangelo Hunta, Bernarda Leverette'a, Geralda Tillera i Jamalla Willinghama.

## O utworze
Utwór jest utrzymany w koncepcji synth popu oraz rap rocka z elementami rocka i popu. Utwór ukazał się też w nieco innej wersji na wcześniejszym albumie grupy - Regional at Best (2011).

## Teledysk
Teledysk do singla ukazuje duet grający utwór. Zespołowi cały czas towarzyszy grupa tancerzy pomalowana na styl kościotrupów.

## Lista utworów

### Digital download / stream
- Holding On to You (single edit) - 4:04

### EP
- Holding On to You - 4:23
- Holding On to You (live at the LC Pavilion) - 5:36
- Can't Help Falling in Love - 2:38
- The Run and Go - 3:49

## Twórcy utworu
- Tyler Joseph – wokal, pianino, syntezatory, gitara basowa, gitara elektryczna, programowanie
- Josh Dun – perkusja, instrumenty perkusyjne